# Carl Magnus Agrell
Carl Magnus Agrell, född 18 november 1764 i på Skogsnäs säteri i Linneryds socken i Småland, död 10 oktober 1840 i Skatelövs prästgård, var en svensk präst, orientalist och politiker.

## Biografi
Agrell promoverades 1788 till magister vid Uppsala universitet. 1789 blev han docent i österländska språk, ett ämne som han tidigt intresserat sig för. 1794 förflyttades han till Växjö och Växjö katedralskola som lektor, först i grekiska och sedan i teologi. 1805 utnämndes han till kyrkoherde i Skatelövs församling. Kort därefter promoverades han till teologie doktor och befordrades till kontraktsprost i Allbo kontrakt.
Han var även en av ledamöterna i prästeståndet för Växjö stift; vid de urtima ståndsriksdagarna i Örebro 1812 och 1815 i Stockholm var han ledamot i konstitutionsutskottet samt 1815 även i ecklesiastika pastoralutskottet.Han presiderade vid prästmötet i Växjö 1817.
Då lärostolen i österländska språk vid Lunds universitet 1820 blev ledig efter Matthias Norberg erbjöds Agrell att bli dennes efterträdare, men avböjde.

## Familj
Agrell var son till kyrkoherden i Linneryds församling, magister Samuel Agrell (född 1711, död 1773) och Hedvig Charlotta Schmiedeberg från Skogsnäs.
Carl Magnus Agrell gifte sig den 17 augusti 1797 med Eleonora Kristina Molin (född 31 augusti 1755, död 6 februari 1818). De fick två döttrar: Carolina Fredrica (född 20 september 1798, död 27 september 1834) och Augusta (född 17 maj 1800, död 28 september 1826).

## Agrells studier och akademiska karriär
Efter förberedande undervisning av fadern intogs han vårterminen 1776 i Växjö skola. Vid gymnasiet studerade han därefter fem år och 1783 övergick han till universitetet i Uppsala. Han försörjde sig under studietiden som informator.  
Agrells språkintresse kom från en önskan om den rätta betydelsen i de kyrkliga skrifterna. Han menade att grekiskan i Nya Testamentet inte kan uppfattas korrekt utan kännedom om den armeniska dialekten, som var judarnas modersmål. Nya testamentet skrevs på grekiska av apostlarna.
Agrell promoverades till filosofie magister 1788 och utnämndes till docent i de österländska språken, varefter han under två terminer förestod de offentliga föreläsningarna.
Då lektoratet i grekiska vid Växjö gymnasium 1793 blev ledigt utnämnde konsistoriet gymnasieadjunkten Johan Nordgren till lektor, men Kunglig majestät ändrade denna utnämning till Agrells fördel genom utslag den 7 mars 1795. Ärkebiskopen Uno von Troil intresserade sig för Agrells befordran och bidrog starkt till utfallet. Den 11 juni 1802 prästvigdes Agrell och befordrades till lektor i teologi, med skyldighet att föreläsa i hebreiska och exegetik, vid Växjö gymnasium. Den 19 januari 1803 utnämndes han till kyrkoherde i Öjaby församling och därefter den 14 februari 1805 till kyrkoherde i Skatelövs regala pastorat. Biskop Ludvig Mörner ville behålla Agrell vid läroverket och försökte förgäves att skaffa honom Skatelöv som prebende.
År 1809 utnämndes Agrell till teologie doktor. Han använde ofta som valspråk frasen "Otium sin eliteris mors est et vivi hominis seputura" "[Att] Vila utan läsning är som att dö och bli begraven levande", vilket tillskrivs Seneca.

## Agrells forskning och vetenskapliga arbeten
Agrell ägnade sig åt forskning i den syriska litteraturen. Det var företrädesvis det syriska språket han valde till bearbetning, men också de närbesläktade dialekterna. Hans förnämsta arbeten är grammatiska och lexikografiska. Flera bland Tysklands berömdaste österländska filologer har lovordat hans lärda förtjänster.  En kollega, Gestenius, uppmanade i ett brev till biskop Esaias Tegnér, att Agrell skulle ge ut ett syriskt lexikon, och han erbjöd sig också att skaffa en förläggare.
Agrell har givit ut 14 tryckta arbeten och 8 handskrivna, samtliga skrivna på latin. Ett 20-tal av hans skrifter finns på Kungliga biblioteket samt några hyllningstal på svenska. 
Agrell skänkte till Uppsala akademiska bibliotek sina arbeten och handskrifter i syriansk litteratur, tillsammans 15 band, inklusive sitt eget supplement till Castellis syriska lexikon. Även Smålands Nation har frikostigt fått över 50 volymer, de flesta i österländsk litteratur, bland annat Golii arabiska lexikon. Dessutom har han donerat många böcker till Växjö gamla gymnasium.En tidig handskrift inom botanik finns hos Skatelövs hembygdsförening.

## Agrell som kyrkoherde i Skatelöv
1805 fick Agrell tjänsten som kyrkoherde i Skatelöv (tillträdde 1806). Då kontraktsprosten Renner i Lekaryds församling för ålder och sjuklighet begärt tjänstledighet förordnades Agrell 1811 till vice kontraktsprost och blev efter Renners död 1814 ordinarie kontraktsprost över Allbo, en tjänst som han själv fick ständig tjänstledighet från 1836.
År 1819 ägda Agrell ½ mantal kronoskatte Ströby Norregård som arrenderades ut (arv efter hustrun).
Agrell gjorde även längre botaniska exkursioner, särskilt då expeditionssekreteraren Boring besökte sin mor och syskon på Torne bruk och följde med honom. Han hade redan 1787 påbörjat ett tjockt kvartoband om botanik i Uppsala, sannolikt inspirerad av Carl von Linné.
Agell dog 76 år gammal och ligger begravd bredvid sin maka och sin svärmor på Skatelövs gamla kyrkogård. Enligt bouppteckningen efterlämnade han en betydande förmögenhet, netto 28500 riksdaler, som ärvdes av de fem barnbarnen. Förutom tionden och egen avel på prästgården uppbar Agrell årliga frälseräntor på 3600 riksdaler från sex gårdar i stiftet. Han bedrev också en omfattande utlåningsverksamhet till 30 låntagare som lånat 18600 riksdaler av honom till sex procents ränta.
Porträtt av Agrell fanns i Skatelövs kyrkas sakristia, målat av den norske konstnären Lehman, och i Smålands Nations sal i Uppsala, målat av Uno von Angerstein på 1840-talet. Gator i Alvesta och Jönköping har uppkallats efter Agrell.